# Coupe de la Méditerranée
La Coupe de la Méditerranée (« Mediterranean Cup » en anglais) est une compétition internationale de rugby à XIII mettant aux prises des sélections nationales autour de la Mer Méditerranée. Elle est organisée par la Rugby League International Federation (RLIF). Cette compétition s'est déroulée pour la première fois en 1999 en France.
Depuis sa création, le Liban a remporté toutes les éditions.

## Histoire
Le 11 juillet 1998 voit pour la première fois l'opposition entre le Liban et l'Italie dans une rencontre disputée en Australie au Leichhardt Oval de Sydney. Ce match est alors appelé « Coupe de la Méditerranée » devant une affluence d'environ 10 000 spectateurs entre ces deux pays qualifiés d'émergentes. D'anciens joueurs de premier plan de la National Rugby League y prennent part en lien avec leurs origines tels que Frank Napoli, Chris St Clair, John Elias, David Baysarri et Darren Maroon. Le match est arbitré par Tony Archer et le Liban s'impose.
La Coupe de la Méditerranée devient alors une compétition annuelle qui s'est tenue en France (1999), au Liban (éditions 2002, 2003, 2004 et 2017) et en Italie (2016). Les sélections ayant participé à cette compétition sont la France, le Liban, l'Italie, la Serbie et le Maroc.

### Palmarès
| Édition | Vainqueur | Score   | Finaliste | Nation hôte |
| ------- | --------- | ------- | --------- | ----------- |
| 1999    | Liban     | 104 - 0 | Maroc     | France      |
| 2002    | Liban     | 36 - 6  | France    | Liban       |
| 2003    | Liban     | 26 - 18 | France    | Liban       |
| 2004    | Liban     | 42 - 14 | France    | Liban       |
| 2016    | Liban     | 26 - 22 | Italie    | Italie      |
| 2017    | Liban     | 6 - 4   | Italie    | Liban       |